# Hemiauchenia
Hemiauchenia es un género extinto de camélido emparentado con las llamas que evolucionó en Norteamérica durante el Mioceno hace aproximadamente 10 millones de años. El género se diversificó y se desplazó a Suramérica durante el inicio del Pleistoceno como parte del Gran Intercambio Americano, dando lugar a los auquénidos modernos. El género se extinguió durante el fin del Pleistoceno.
Los restos de las especies de este género se han encontrado en lugares variados en Norteamérica, incluyendo: Texas, Kansas, Nebraska, Arizona, México, California, Oklahoma, Nuevo México, Colorado y Washington. La "llama de cabeza grande", H. macrocephala, estaba ampliamente distribuida en Norteamérica y América central, con H. vera siendo conocida en el oeste de los Estados Unidos y norte de México. H. minima se ha encontrado en  Florida y H. guanajuatensis en México.